# Toegangshek Vondelpark (Vondelstraat 164)
Het Toegangshek Vondelpark (Vondelstraat 164) is een artistiek kunstwerk in Amsterdam-Zuid.
Het Vondelpark kent diverse ingangen. Deze zijn aangebracht in de loop der jaren. Van alle toegangen zijn er zes tot rijksmonument verklaard, waarbij de toegang aan de Stadhouderskade een aparte status kreeg. De andere vijf, aan de P.C. Hooftstraat, Roemer Visscherstraat, Vondelstraat nummer 120), Vondelstraat tegenover nummer 164 en Koninginneweg zijn samen onder een monument zijn begrepen. Het hekwerk Vondelstraat tegenover 164 (tussen huisnummer 87 en 89) is het kleinste van de vijf; het is alleen bestemd voor voetgangers, daar waar de andere hekwerken ook geschikt zijn voor fietsers en nooddiensten.
De hekwerken bestaan volgens het monumentenregister uit ijzeren hekpijlers, die van het ijzeren basement gedecoreerd en gecanneleerd zijn. De pijlers zijn afgewerkt met leeuwenkoppen, acanthusmotieven, en puntvormige bekroningen. Deze pijlers zijn dragers van openslaande hekwerken, die eenzelfde mate van decoratie hebben. Ze zijn in 1996 tot monument verklaard vanwege hun typologische waarde en hun belang binnen nog gave onderdelen van het park.